# Shanice
Shanice Lorraine Wilson-Knox (Pittsburgh, PA, 14 de maio de 1973), mais conhecida como Shanice, é uma cantora e compositora estadunidense de R&B/Pop-Rock nomeada ao Grammy. 
Ela alcançou o Top 10 da Billboard com o single "I Love Your Smile" e "Silent Prayer" em 1991 e "Saving Forever for You" em 1993. Em 1999, Shanice marcou uma outra canção hit, "When I Close My Eyes", que chegou ao 11º lugar no Hot 100 gráfico da Billboard. Ela é amplamente reconhecida por seu Soprano coloratura e habilidade para cantar em Whistle register.

## Início da vida
Nasceu na cidade de Pittsburgh, capital do Condado de Allegheny no estado da Pensilvânia, nos Estados Unidos. Wilson mudou-se para Los Angeles com sua mãe e tia (Krystal e Penny) pois estavam interessados em seguir carreira na indústria da música. Eles logo abandonaram as suas aspirações de estrelato, em vez concentrando seus esforços na jovem Shanice, formando a empresa de gestão de Krystal Penny para cultivar e promover seus talentos. Aos 8 anos, ela apareceu em um comercial de televisão da Kentucky Fried Chicken com a venerável vocalista de jazz Ella Fitzgerald. Em 1984, ela apareceu como um regular em programa infantil Kids Incorporated, e também performado no Star Search. Pouco depois de sua aparição no Star Search, ela assinou com a A&M Records.

## Carreira
Em 1987, aos 14 anos, a A&M Records lançou seu álbum de estréia, Discovery. Isso produziu dois top-10 hit R&B, "(Baby Tell Me) Can You Dance" e "No ½ Steppin'". Wilson passou a assinar um acordo com a Motown Records no verão de 1990, lançando Inner Child no final de 1991, que incluiu seu mais conhecido single "I Love Your Smile". Alcançou o top dez em 22 países, incluindo os EUA pela Billboard no Hot R&B/Hip-Hop Songs e 2º lugar na Billboard Hot 100. O álbum também contou com um cover de Minnie Riperton, o hit de 1974, "Lovin' You", uma versão que chamou a atenção para seu alcance vocal de cinco oitavas.
Depois de Inner Child, Wilson continuou a gravar álbuns, incluindo em 1994, 21... Ways to Grow, com o produtor Rhett Lawrence e com o músico de sessão de Los Angeles e o guitarrista do Earth, Wind & Fire, Dick Smith. Este esforço foi seguido por uma mudança para a LaFace Records, que lançou o álbum em 1999 Shanyce. Enquanto ela não alcançou o sucesso comercial significativo com álbuns subsequentes, ela tem contribuído várias trilhas para filmes, tal como Boomerang ("Don't Wanna Love You") e The Meteor Man ("It's for You"). Wilson também alcançou o sucesso com seu hit top-10 "Saving Forever for You", da trilha sonora de Beverly Hills, 90210. Ele também gravou "If I Never Knew You", um dueto com Jon Secada, para a trilha sonora original do filme de 1995 da Walt Disney, Pocahontas.
Shanice realiza backing vocals ocasionais para outros artistas, e pode, por exemplo, ser ouvida em "Come on Over Here" e "Un-Break My Heart" de Toni Braxton, bem como em Bedtime de Usher. Em 2010 ela performou como vocal na faixa "Behind the Mask", do álbum póstumo de Michael Jackson, Michael.
Além de cantar, Wilson se interessou em atuar, aparecendo em 1997 nos palcos da Broadway como o primeiro artista negro a estrelar o papel de Eponine no musical Les Misérables.
Depois de um hiato de cinco anos, Wilson lançou seu quinto álbum de estúdio Every Woman Dreams em sua própria gravadora Imajah Records (nomeado por seus dois filhos). O álbum alcançou a 30º posição nas paradas de Álbuns de R&B.
Em 2011 Shanice se uniu com Niecy Nash e Franchie Davis no 21st Annual "Diva's Simply Singing" evento de caridade para HIV/AIDS.
Mais recentemente, ela gravou a canção "A Midnight Rendezvous" para o jogo de 2012 para Kinect, Rhythm Party. Ela também performou a canção-tema em inglês para o video game The Bouncer, chamado "Love Is the Gift".

## Vida pessoal
No Dia dos namorados de 2000, Wilson se casou com o ator e comediante Flex Alexander. Juntos, eles tiveram duas crianças, a filha Imani Shekinah Knox (nasceu em 23 de Agosto de 2001) e um filho Elijah Alexander Knox (nasceu em 5 de Março de 2004).